# Brant von Hoffman
Brant von Hoffman (* vor 1965) ist ein US-amerikanischer Schauspieler. Bekannt ist er durch seine Rolle des Kyle Blankes in Police Academy – Dümmer als die Polizei erlaubt und Police Academy 3 – … und keiner kann sie bremsen.

## Karriere
Mit einer Nebenrolle in der TV-Serie 240-Robert startete er 1981 seine Schauspielkarriere. Es folgte je ein Episodenauftritt in den Serien Laverne & Shirley, Lotterie und Trio mit vier Fäusten. 1984 in Police Academy – Dümmer als die Polizei erlaubt und 1986 in Police Academy 3 – … und keiner kann sie bremsen spielte er Kyle Blankes. Ende der 1980er und in den 1990er Jahren war er nur noch in kleinen Nebenrollen in Filmproduktionen zu sehen. 1995 spielte er in einer Episode von Nachtschicht mit John mit. Eine wiederkehrende Rolle hatte er mit dem Marley / Ned Judd in Baywatch – Die Rettungsschwimmer von Malibu. Seine bisher letzte Leistung war eine Besetzung in einer Episode von Arrested Development.
Gemeinsam mit seinem Bruder Todd von Hoffman hat er 1997 das Big Damn Book of Sheer Manliness und 2009 als überarbeitete Neuauflage das Bigger Damner Book of Sheer Manliness veröffentlicht.

## Trivia
- In einigen Abspännen wird er als Brant Van Hoffmann, Brant Van Hoffman, Brant Van Hoffmann, Brant Vonhoffman oder auch als Brandt von Hoffman aufgeführt. Im Abspann von Police Academy 3 – … und keiner kann sie bremsen wird seine Filmrolle als Blanks aufgeführt.

## Filmografie
- 1981: 240-Robert (Fernsehserie, 1 Folge)
- 1982: Laverne & Shirley (Fernsehserie, 1 Folge)
- 1983: Lotterie (Fernsehserie, 1 Folge)
- 1984: Trio mit vier Fäusten (Riptide, Fernsehserie, 1 Folge)
- 1984: Police Academy – Dümmer als die Polizei erlaubt (Police Academy)
- 1985: Rhapsodie in Blei (Rustlers' Rhapsody)
- 1985: Goodbye Charlie
- 1986: Police Academy 3 – … und keiner kann sie bremsen (Police Academy 3: Back in Training)
- 1987: Das Chaoten-Team (Disorderlies)
- 1988: Hunter (Fernsehserie, 1 Folge)
- 1988: Tennessee Buck – Das große Dschungelabenteuer (The Further Adventures of Tennessee Buck)
- 1990: Martial Law
- 1991: Schuldig bei Verdacht (Guilty by Suspicion)
- 1993: Head Hunter
- 1994: Tess und ihr Bodyguard (Guarding Tess)
- 1995: Tough and Deadly
- 1995: The Granny
- 1995: Brüder (Brotherly Love, Fernsehserie, 1 Folge)
- 1995: Nachtschicht mit John (The John Larroquette Show, Fernsehserie, 1 Folge)
- 1996: Baywatch – Die Rettungsschwimmer von Malibu (Fernsehserie, 4 Folgen)
- 1999: Eve und der letzte Gentleman (Blast from the Past)
- 1999: Dudley Do-Right
- 1999: Hör mal, wer da hämmert (Fernsehserie, 1 Folge)
- 2000: Bar Hopping
- 2004: Arrested Development (Fernsehserie, 1 Folge)